# 大涧站 (青岛市)
大涧站是青岛地铁8号线的地铁车站，位于中华人民共和国山东省青岛市城阳区正阳西路与祥和路交叉口，于2020年12月24日开通。

## 车站结构
大涧站位于正阳西路与祥和路交叉口，沿正阳西路设置，呈东西走向，为地下两层一岛两侧混合式站台车站，车站长281.7米，标准段宽43.2米，车站地下一层为站厅层，地下二层为站台层，其中中部岛式站台为8号线主线站台，两侧侧式站台为预留8号线支线站台，站台设置全高站台门。车站主线西侧设有两条出入段线，连通河套停车场，东侧主支线间设有两组联络线，支线在车站东侧至线路起点间设有一组交叉渡线，供支线列车折返使用。
| 地面                     | 出入口 | A、B、C、D出入口 |
| 地下一层                 | 站厅   | 客服中心、自动售票机、验票机 |
| 地下二层                 | 站台   | \| \| \| 未來8号线支线往胶州站（大沽河博物馆） \| \| 未啟用 · 側式 · 现状封闭 \| \| \| \| \| \| 8号线往胶州北站（胶东） \| \| 島式 · 開左邊车门 \| \| \| \| \| \| 8号线往青岛北站（红岛火车站） \| \| 未啟用 · 側式 · 现状封闭 \| \| \| \| \| \| 未來8号线支线落客 \| |
|                          |        | 未來8号线支线往胶州站（大沽河博物馆） |
| 未啟用 · 側式 · 现状封闭 |        | |
|                          |        | 8号线往胶州北站（胶东） |
| 島式 · 開左邊车门        |        | |
|                          |        | 8号线往青岛北站（红岛火车站） |
| 未啟用 · 側式 · 现状封闭 |        | |
|                          |        | 未來8号线支线落客 |

## 出入口
大涧站共设4个出入口，各出口及周围设施如下所示：
| 编号                | 指示                     | 建议前往的目的地 | 图片 |
| ------------------- | ------------------------ | ---------------- | ---- |
| A · 出口 · （设有） | 正阳西路(北)，祥和路(西) | 河套中心小学     |      |
| B · 出口            | 正阳西路(北)，祥和路(东) |                  |      |
| C · 出口            | 正阳西路(南)，祥和路(东) |                  |      |
| D · 出口            | 正阳西路(南)，祥和路(西) | 城阳区第八中学   |      |
| 图例： 设有         |                          |                  |      |

## 接驳交通

### 公交车
- 正阳西路祥和路：774路，901路，3007路，3007路早高峰区间车

## 车站历史
本站工程名与正式站名均为大涧站，以车站所处的大涧社区命名。
- 2020年12月24日，车站随8号线北段通车开通[1]。